# Tune Guitars
Tune Guitars is een merk elektrische gitaren en basgitaren uit Japan.
Het bedrijf werd in 1983 opgericht in Osaka.